# Asturien-Rundfahrt 2008
Die 52. Asturien-Rundfahrt fand vom 3. bis 7. Mai 2008 statt. Das Radrennen wurde in vier Etappen und zwei Halbetappen über eine Distanz von 803,7 Kilometern ausgetragen. Es war Teil der UCI Europe Tour 2008 und in die Kategorie 2.1 eingestuft.

## Etappen
| Etappe     | Tag    | Start – Ziel               | km    | Etappensieger     | Führender        |
| ---------- | ------ | -------------------------- | ----- | ----------------- | ---------------- |
| 1. Etappe  | 3. Mai | Oviedo – Gijón             | 158,2 | Ángel Vicioso     | Ángel Vicioso    |
| 2a. Etappe | 4. Mai | Gijón – Llanes             | 95,5  | Stefano Garzelli  | Stefano Garzelli |
| 2b. Etappe | 4. Mai | Nueva – Llanes (EZF)       | 17,2  | Samuel Sánchez    | Ángel Vicioso    |
| 3. Etappe  | 5. Mai | Llanes – Avilés            | 168,2 | Stefano Garzelli  | Ángel Vicioso    |
| 4. Etappe  | 6. Mai | Pravia – El Acebo          | 180,2 | Tomasz Marczyński | Ángel Vicioso    |
| 5. Etappe  | 7. Mai | Cangas del Narcea – Oviedo | 184,4 | Pablo Urtasun     | Ángel Vicioso    |